# IMTM
IMTM – polski zespół muzyczny założony w Gdańsku w 1990 roku. Nazwa jest skrótem od "I'm Thirsty Mum". Zespół jest zaliczany do kręgu Gdańskiej Sceny Alternatywnej.

## Skład zespołu
w 1990:
- Maciej Ulewicz - wokal
- Jarek Smigiel - gitara basowa
- Piotr Dornowski - gitara
- Lech Szyluk - perkusja
- Krzysztof Wlazło - gitara

w 1993:
- Maciej Ulewicz - wokal
- Maciej Próchnicki - perkusja
- Sławomir Urbański - gitara basowa
- Krzysztof Wlazło - gitara

## Dyskografia
- 1992 - 90-92 - kaseta
- 1993 - Enjoy!

Single
- 1998 - Kiedy powiesz, że chcesz (Pomaton EMI)

Kompilacje
- 1994 - Miasto Kraków (Music Corner Records) - Just Kill It, Freak, Born To Run
- 1999 - Tribute to Depeche Mode
- 2000 - Midem Cannes 2000 - Parapetówa, Terapia dell' amore, Zrób to, Suita, Grzeszny
- 2001 - Pozytywne wibracje, vol.4 - Parapetówa, Zrób to
- 2001 - Radio Polonia, New York
- 2005 - Pinacolada - Terapia dell' amore